# Munida spinosa
Munida spinosa är en kräftdjursart. Munida spinosa ingår i släktet Munida och familjen trollhumrar. Inga underarter finns listade i Catalogue of Life.